# ساجده طلفاح
ساجده خیرالله طلفاح (زاده ۲۴ ژوئن ۱۹۳۷) بیوه صدام حسین رئیس‌جمهور سابق عراق است. حاصل ازدواج او با صدام دو پسر به نام‌های عدی و قصی و سه دختر به نام‌های رغد، رنا و حلا است. او دختر بزرگتر خیرالله طلفاح دایی صدام و از اعضا بلند پایه حزب بعث عراق است. در مستندی تحت عنوان خانه صدام، شهره آغداشلو نقش ساجده، که از نقش‌های اصلی مستند بود، را بازی کرد.